# Semiothisa liturataria
Semiothisa liturataria är en fjärilsart som beskrevs av Eugen Johann Christoph Esper 1801. Semiothisa liturataria ingår i släktet Semiothisa och familjen mätare. Inga underarter finns listade i Catalogue of Life.